# Forschungsgesellschaft für Angewandte Naturwissenschaften

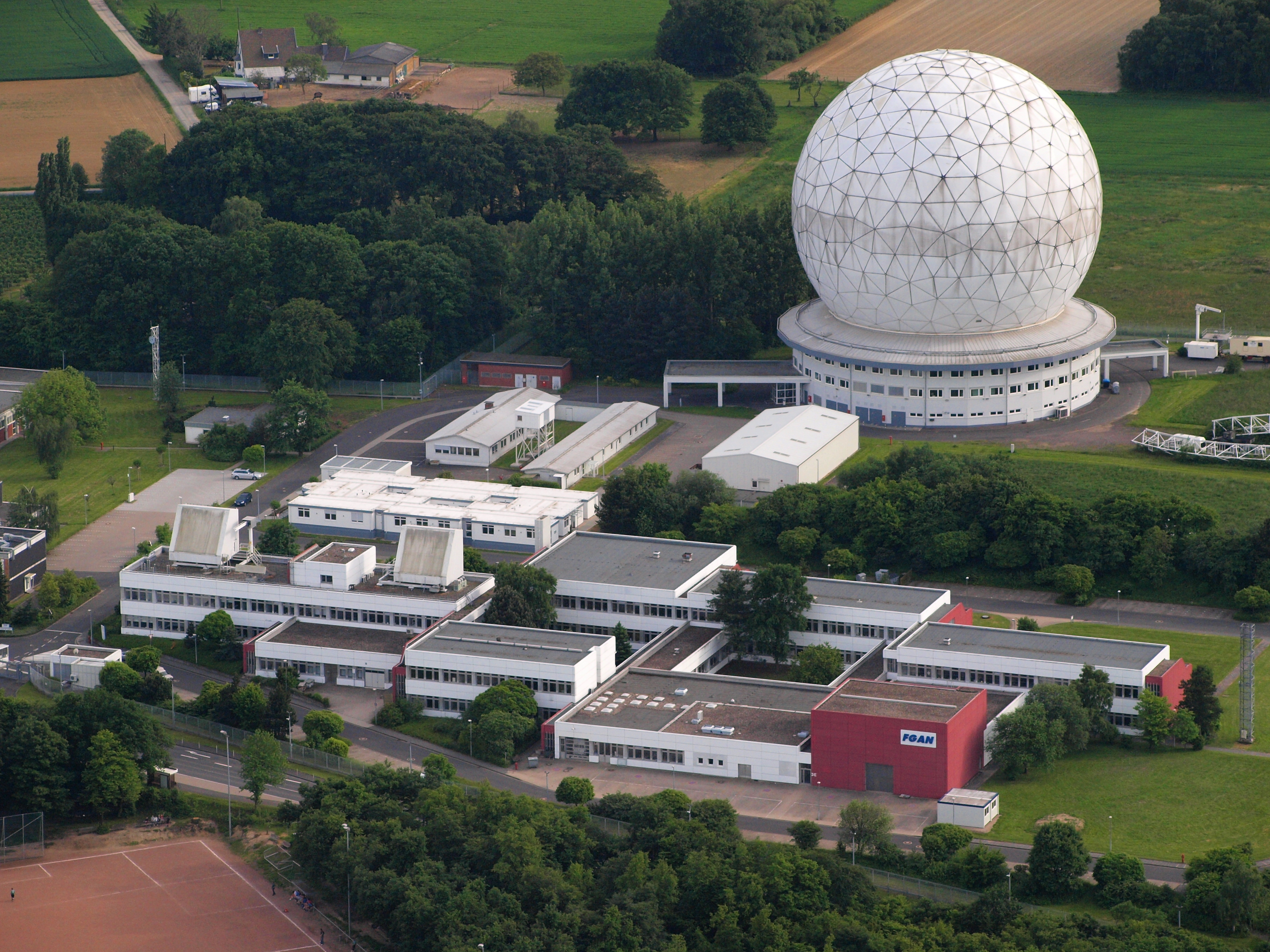
Hauptsitz, 2009

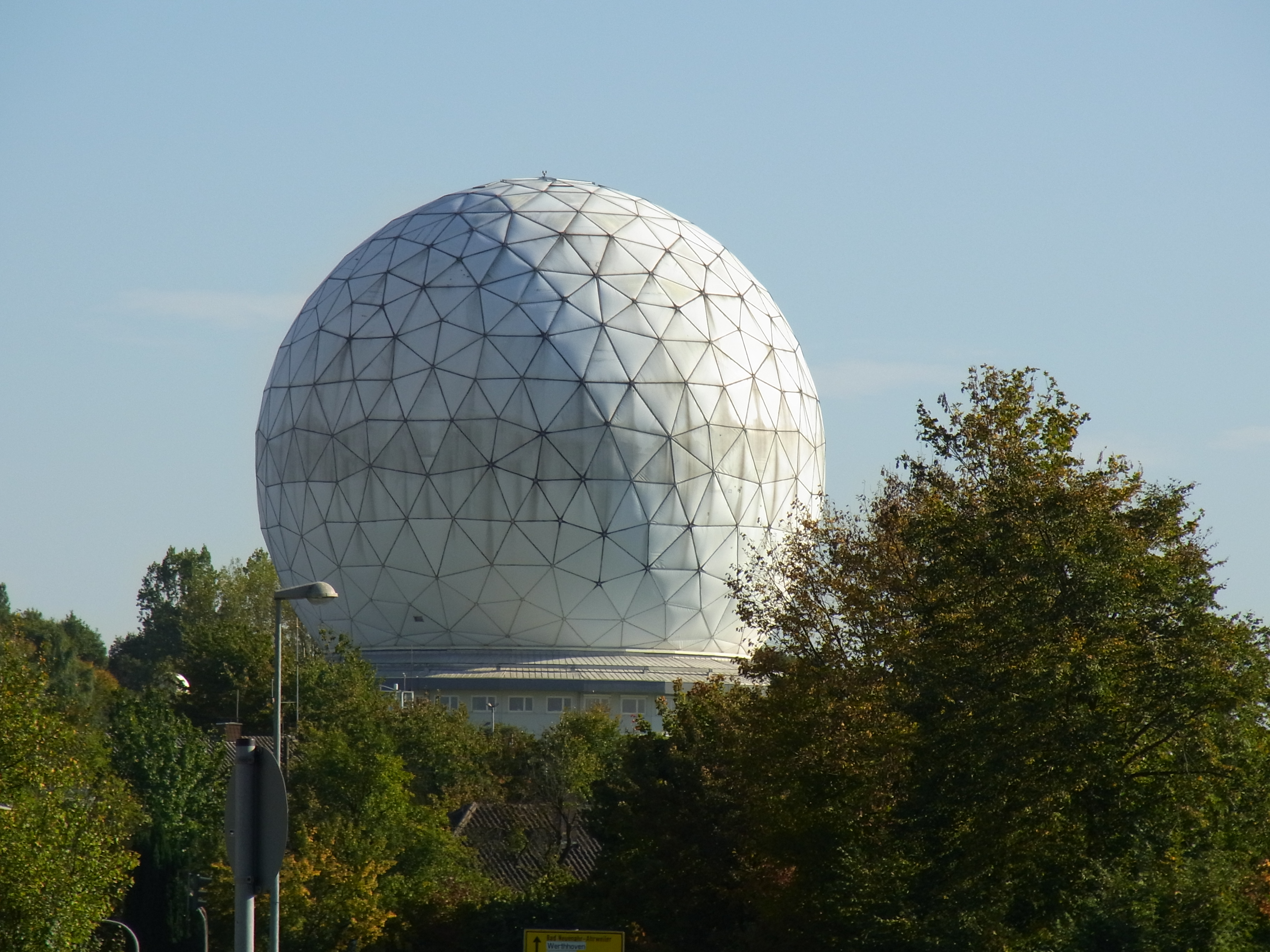
Das weltweit größte Radom der FGAN in Wachtberg (2010)

Die Forschungsgesellschaft für Angewandte Naturwissenschaften e. V. (FGAN) war eine Gemeinschaft von zuletzt drei Instituten der Verteidigungs- und Sicherheitsforschung.

## Geschichte
Am 1. Januar 1957 wurde das Forschungsinstitut für Hochfrequenzphysik unter dem Dach der Gesellschaft zur Förderung der astrophysikalischen Forschung e. V. gegründet. Anfangs wurden Räumlichkeiten von Telefunken in Bonn verwendet, aber auch gemeinsam mit dem astronomischen Institut der Universität Bonn der Astropeiler Stockert bei Bad Münstereifel, später das ehemalige Hotel Bellevue in Rolandseck. Von 1966 bis 1970 wurde eine Radaranlage in Wachtberg, zwischen Werthhoven und Berkum im Drachenfelser Ländchen, errichtet (→ Radom Wachtberg). 1975 erhielt die Organisation ihren damaligen Namen, damals bestand sie aus sechs Instituten mit knapp 500 Mitarbeitern.

## Struktur
Es erfolgte eine Reorganisation der FGAN von sechs Institute auf drei Institute: Zuletzt bestand die FGAN aus den drei Forschungsinstituten FHR (Hochfrequenzphysik und Radartechnik), FKIE (Kommunikation, Informationsverarbeitung und Ergonomie) bei Werthhoven und FOM (Optronik und Mustererkennung) in Ettlingen. Im Jahr 2009 beschäftigte die FGAN knapp 700 Mitarbeiter.
Die Hauptforschungsgebiete waren Radartechnik (VHF bis Infrarot), Mustererkennung, Ergonomie und Informationssysteme. Hierbei standen vor allem militärische Anwendungen im Vordergrund, da die Finanzierung hauptsächlich aus dem Wehretat bestritten wurde. Im Jahr 2005 waren 520 Personen beschäftigt, davon 220 Wissenschaftler. Die FGAN hatte 1998 aus dem Bundesetat umgerechnet 24 Mio. Euro erhalten. Davon entfielen auf Betrieb 21 Mio. Euro und auf Investitionen 3 Mio. Euro. Außerdem wurden Forschungsaufträge in einer Gesamthöhe von rund 12 Mio. Euro erteilt. Unter anderem wurde an einem der Institute an dem deutschen Satellitenaufklärungssystem SAR-Lupe geforscht. Eine Kooperation bestand mit der ESA.

## Eingliederung in die Fraunhofer-Gesellschaft
Am 24. Juni 2009 wurde die Integration in die Fraunhofer-Gesellschaft und den Fraunhofer-Verbund für Verteidigungs- und Sicherheitsforschung (VVS) beschlossen. Diese fand am 17. August 2009 statt. Zu klären waren bis zuletzt die Steuerzahlungen aus dem Verlust der Gemeinnützigkeit und der hohe Betrag, der beim Wechsel des Altersvorsorgeanbieters (RZVK bei FGAN; VBL bei Fraunhofer-Gesellschaft) zu zahlen war, sowie die Kosten für den Aufbau ziviler Forschungsabteilungen. Mit der Eingliederung in die Fraunhofer-Gesellschaft ist der bislang eigenständige Verein erloschen, die drei Forschungsinstitute wurden rechtlich unselbstständige Fraunhofer-Institute. Diese sind:
- Fraunhofer-Institut für Hochfrequenzphysik und Radartechnik FHR, (Fraunhofer FHR)
- Fraunhofer-Institut für Kommunikation, Informationsverarbeitung und Ergonomie FKIE, (Fraunhofer FKIE)
- Fraunhofer-Forschungsinstitut für Optronik und Mustererkennung FOM (Fraunhofer FOM) hat am 1. Januar 2010 mit dem Fraunhofer-Institut für Informations- und Datenverarbeitung IITB (Fraunhofer IITB) fusioniert. Der Name des neuen Institutes ist Fraunhofer-Institut für Optronik, Systemtechnik und Bildauswertung IOSB (Fraunhofer IOSB).

## Radom in Wachtberg
Das Gelände der jetzigen Fraunhofer-Institute FHR und FKIE ist besonders in der Region Köln/Bonn durch das weltweit größte Radom bekannt, welches auf dem Gelände in Wachtberg steht. Wegen seiner exponierten Lage und Größe von 49 Meter Durchmesser bzw. Höhe von 54,5 Meter ist es bei guter Sicht über 50 km weit zu sehen. Das Objekt (50° 36′ 59,4″ N, 7° 7′ 46,9″ O) wird im Volksmund nur „die Kugel“ genannt und ist das Wahrzeichen der Gemeinde Wachtberg. Die spezielle Haut des Radoms schützt einen 34 Meter großen und 240 Tonnen schweren freibeweglichen Parabolspiegel vor Wind und Wetter. Er dient als Radarantenne (senden und empfangen), mit der erdnahe Objekte im Weltraum (Satelliten oder Weltraumschrott) identifiziert bzw. kartografiert werden.